# Suchowola (rejon złoczowski)
Suchowola (ukr. Суховоля) – wieś w rejonie złoczowskim obwodu lwowskiego, założona w 1578. Miejscowość liczy 998 mieszkańców.
W II Rzeczypospolitej miejscowość była siedzibą gminy wiejskiej Suchowola w powiecie brodzkim województwa tarnopolskiego.
W czasie okupacji niemieckiej mieszkająca tutaj ukraińska rodzina Semczuków ukrywała Żydów z rodziny Friedmanów. W 1989 roku Instytut Jad Waszem uhonorował za to tytułami Sprawiedliwych wśród Narodów Świata Juliję Semczuk oraz jej rodziców, Iwana i Mariję Semczuków.
Do 2020 w rejonie brodzkim. 